# NGC 2872
NGC 2872 ist eine elliptische Galaxie vom Hubble-Typ E2 im Sternbild Löwe an der Ekliptik. Sie ist schätzungsweise 138 Millionen Lichtjahre von der Milchstraße entfernt und hat einen Durchmesser von etwa 90.000 Lj. Sie bildet gemeinsam mit NGC 2874 das wechselwirkende Galaxienpaar Arp 307. Die Entfernungsmessungen basierend auf den Radialgeschwindigkeiten stimmen nicht mit den rotverschiebungsunabhängigen Entfernungsschätzungen von 214 ± 63 Millionen Lichtjahren überein.
Halton Arp gliederte seinen Katalog ungewöhnlicher Galaxien nach rein morphologischen Kriterien in Gruppen. Dieses Galaxienpaar gehört zu der Klasse Unklassifizierte Doppelgalaxien.
Das Objekt  wurde am 15. März 1784 vom deutsch-britischen Astronom William Herschel entdeckt.